# علیرضا فرشی

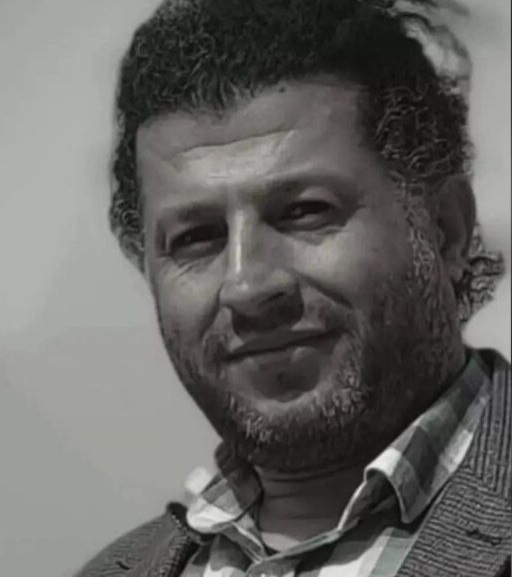
علی‌رضا فرشی

علیرضا فرشی (زاده ۱۷ اکتبر ۱۹۸۷) فعال قومی آذربایجانی و زندانی عقیدتی اهل شهرستان مرند، استان آذربایجان شرقی است.
فرشی در ۲۱ فوریه ۲۰۱۴، به‌دلیل شرکت در مراسم روز جهانی زبان مادری در شهر تهران همراه با دیگر فعالان قومی توسط نیروهای امنیتی ایران دستگیر شد. بعدها، بر اساس حکم دادگاه به ۱۵ سال زندان و ۲ سال تبعید به شهر باغ‌ملک در استان خوزستان محکوم شد. او به دلیل دفاع از حقوق بشر و زبان مادری، توسط سازمان عفو بین‌الملل به عنوان زندانی عقیدتی معرفی شد و همراه با دیگر سازمان‌ها و نهادها، آزادی فوری او درخواست شد. او همچنین مؤسس بنیاد «کندیمیز» است که مسئول جمع‌آوری و ارسال کتاب برای کودکان در مناطق و روستاهای مختلف جنوب آذربایجان است.

## زندگی
علیرضا فرشی در سال ۱۹۷۹ در روستای دیزج یکان از توابع مرند متولد شد. پدر او از کشته شدگان در جنگ ایران و عراق است. در سال ۱۹۹۸ وارد دانشگاه صنعتی شریف شد و در رشته مهندسی کامپیوتر تحصیل کرد. پس از آن، در دانشگاه تهران در مقطع کارشناسی ارشد ادامه تحصیل داد. در دوران تحصیل در دانشگاه تهران، در هیئت تحریریه مجله یول که به زبان ترکی آذربایجانی منتشر می‌شد، فعالیت می‌کرد. پس از فارغ‌التحصیلی، یک سال در تبریز زندگی کرد. سپس در دانشگاه آزاد جلفا به تدریس پرداخت. علاوه بر فعالیت‌های تدریس، بنیاد «کندیمیز» را تأسیس کرد که مسئول جمع‌آوری و توزیع کتاب برای کودکان در مناطق و روستاهای مختلف در جنوب آذربایجان بود. او شخصاً در ارسال کتاب‌ها نیز شرکت می‌کرد. در طول سال‌هایی که بنیاد کندیمیز فعالیت می‌کرد، هزاران کتاب به کودکان ده‌ها منطقه مسکونی اهدا شد.

## بازداشت
در ماه مه ۲۰۰۹، علیرضا فرشی به همراه همسرش سیما دیدار در جریان تظاهراتی که در میدان ائل‌گلی تبریز برای تحصیل به زبان مادری برگزار شده بود، دستگیر شد. دادگاه او و همسرش را به یک سال حبس محکوم کرد، اما دادگاه تجدیدنظر این مدت را به ۶ ماه کاهش داد. در سال ۲۰۱۰ او از تدریس در دانشگاه آزاد جلفا اخراج شد. پس از انتقال به زندان تبریز، به‌طور موقت با وثیقه آزاد شد، اما در سال ۲۰۱۱ دوباره دستگیر و به زندان تبریز منتقل شد.
در سال ۲۰۱۴، به‌دلیل شرکت در مراسم روز جهانی زبان مادری در تهران فرشی به همراه اکبر آزاد، بهنام شیخی، حمید منافی ندرلو، محمود اوجاقلو، رستم کاظم‌پور، منصور فتحی و عزیز فرشی دستگیر شد. او بعدها با حکم دادگاه به ۱۵ سال زندان و ۲ سال تبعید در شهر باغ‌ملک استان خوزستان محکوم شد. پس از دو ماه از بازداشت، به‌همراه اکبر آزاد از زندان اوین به بند ۳۰۵، یکی از بخش‌های امنیتی و سخت‌تر این زندان، منتقل شدند.
در ۲۲ سپتامبر ۲۰۲۱ در اعتراض به احکام ناعادلانه و ظالمانه قضات جمهوری اسلامی و همچنین محرومیت ترک‌ها از تحصیل به زبان مادری در مدارس، اعلام کرد که به مدت۳ روز دست به اعتصاب غذا خواهد زد. در ادامه، عباس لسانی و ۷ زندانی دیگر نیز برای حمایت از او به این اعتصاب پیوستند.
در نوامبر ۲۰۲۱ به‌دلیل محروم شدن از حق مرخصی، نامه‌ای سرگشاده به مقامات قضایی نوشت. در این نامه به تشدید بیماری‌های خود، نیاز فوری به عمل جراحی چشم و ابتلایش به دیابت نوع ۲ اشاره کرده و خواستار مرخصی و درمان در خارج از زندان شد. او همچنین در این نامه به این موضوع اعتراض کرد که طی ۲۰ ماه حبس، تنها ۳ روز مرخصی داشته است و به‌دلیل شرکت در مراسم روز جهانی زبان مادری و فعالیت‌هایش در مسئله زبان ترکی و اقوام، به زندان محکوم شده است.
در ۱۲ دسامبر ۲۰۲۱ که در زندان بزرگ تهران دوران محکومیت خود را می‌گذراند، اعتصاب غذایی ۳ روزه را آغاز کرد. او در نامه‌ای سرگشاده از زندان اعلام کرد که این اعتصاب را در اعتراض به آلودگی محیط‌زیست، خشک شدن دریاچه ارومیه، ریختن زباله‌ها در رود ارس، وضعیت معیشتی کارگران و معلمان، بیکاری در مناطق آذربایجان و همچنین فشارهای غیرقانونی علیه فعالان قومی درآذربایجان آغاز کرده است.

### اعتراضات به بازداشت
سازمان عفو بین‌الملل او را به عنوان زندانی عقیدتی معرفی کرده و خواستار آزادی فوری او شد.
در ماه مه ۲۰۲۱ انجمن حقوق بشر ارک تحت عنوان «پایش وضعیت زندانیان فرهنگی آذربایجانی» نامه‌ای به سازمان ملل متحد ارسال کرد. در این نامه نسبت به وضعیت علیرضا فرشی ابراز نگرانی کردند. او در دوران زندان به دیابت مبتلا شد و به‌دلیل عدم دسترسی به امکانات درمانی، وضعیتش وخیم‌تر شد. همچنین، با وجود نیاز فوری به عمل جراحی چشم، هیچ شرایطی برای درمان و جراحی او فراهم نشد.
در ۵ ژوئیه ۲۰۲۱ فعالان قومی به‌منظور حمایت از آزادی علیرضا فرشی، در خیابان‌های تبریز اقدام به توزیع برگه‌های تبلیغاتی کردند. آن‌ها پوسترهایی با شعارهایی مانند «علیرضا فرشی! انسان به آزادی محکوم است» و «روز تولد بابک خرمدین، قهرمان ملی ملت ترک آذربایجان، مبارک باد» را در مناطق مختلف تبریز به دیوارها چسباندند و در میان مردم توزیع کردند. همچنین، در همان روز در شهر مرند، فعالان ملی-فرهنگی در حمایت از علیرضا فرشی و اعتراض به بی‌عدالتی‌ها دست به اقداماتی زدند. آن‌ها بنرهایی با محتوای «زندگی علیرضا فرشی در خطر است» و «زندانیان سیاسی آذربایجان خط قرمز ما هستند» توزیع کرده و روی پل‌های شهر نصب کردند.